# Partido Socialista Monárquico Alfonso XIII
El Partido Socialista Monárquico Alfonso XIII va ésser un partit polític català fundat per un "conjunt d'obrers conscients, que senten en el seu cor els alens de la Monarquia, que tenen al Rei per bandera i que aspiren a reunir en el seu si a tots els obrers amants de l'ordre, del progrés i de l'engrandiment d'Espanya".
El gener de 1916 s'aproven els estatuts de l'"Acción Protectora del Obrero Socialista Monárquico Español de Alfonso XIII", presidida per José Ferrando Albors i Juan Canals com a secretari (en 1919 figura com a secretari Fernando Aspas), que en 1922 es va redenominar Partido Socialista Monárquico Obrero Alfonso XIII. La seva seu central va estar a Barcelona, província on va arribar a tenir diversos nuclis, i en 1930 es va constituir una comissió organitzadora a Madrid, que a principis de 1931 organitzà una Borsa de Treball, que arribà a esbossar una estructura estesa per totes les províncies d'Espanya. El cap del Partit Socialista Monàrquic Obrer va ser José Ferrando Albors. Els reis d'Espanya van assistir personalment a la gala que el 23 de maig de 1930 els va oferir el partit en el Teatre Nou de Barcelona; el governador Civil de Barcelona va assistir el juliol de 1930 a la inauguració del nou local del Partit; el Capità general de Catalunya, el Cap superior de Policia i el Comissari general de seguretat van assistir el gener de 1931 a la inauguració de la nova seu del Partit. 
Principis
En 1925 els responsables de la delegació del districte desè del partit (Francisco Martínez com a secretari, Elías Miró Solé com a president), en una exposició dirigida al Rei, es presenten de la següent manera: «Somos obreros que hemos militado en diferentes colectividades obreras. Hoy nada más deseamos para nuestra querida España que paz, amor y trabajo. La falta de sentimientos de los hombres que nos dirigieron nos hizo perder nuestra sensibilidad. Los hombres buenos, excelentísimo señor, los convirtieron en hombres malos. No queremos más lucha, ni queremos más víctimas entre los de nuestra clase. Queremos, por medio del amor al prójimo, combatir el odio, la maldad y la envidia; queremos filtrar en los corazones de nuestros compañeros el amor, bajo los pliegues de nuestra bandera, que tiene por escudo la corona real y el nombre de S. M. el Rey Alfonso XIII. Si alguno de nuestro partido cayó bajo el peso de la ley con resignación ha sufrido la pena que le ha impuesto la justicia, para ellos pedimos la gracia a nuestro augusto soberano de olvido y perdón.».
Els principals principis que integren el seu programa són els següents: "Engrandiment de la Pàtria i les seves regions. Millorament i defensa de la salut pública. Millores per a la ciutat, conjurant la crisi obrera que s'aveïna. Abaratiment de les subsistències. Construccions de barris obrers. Fundació de sanatoris escoles. Dignificació, protecció i educació de la dona en totes les seves ordres. Defensar els interessos morals i materials de les classes productores i obreres perquè sigui un fet el respecte i concòrdia entre el capital i el treball. Captar a la classe mitjana, digna del nostre afecte, per ser el factor més important de la societat. Laborar amb les autoritats, pel manteniment de l'ordre, el respecte a la propietat i a la llibertat de treball. I els seus lemes: Pau, Cultura, Sanitat i Justícia". "Fer professió d'amor a Catalunya, la seva llengua i les seves tradicions, i a la nació gloriosa" i el seu lema és 'Monarquia i Treball'.